# Abercrombie Robinson

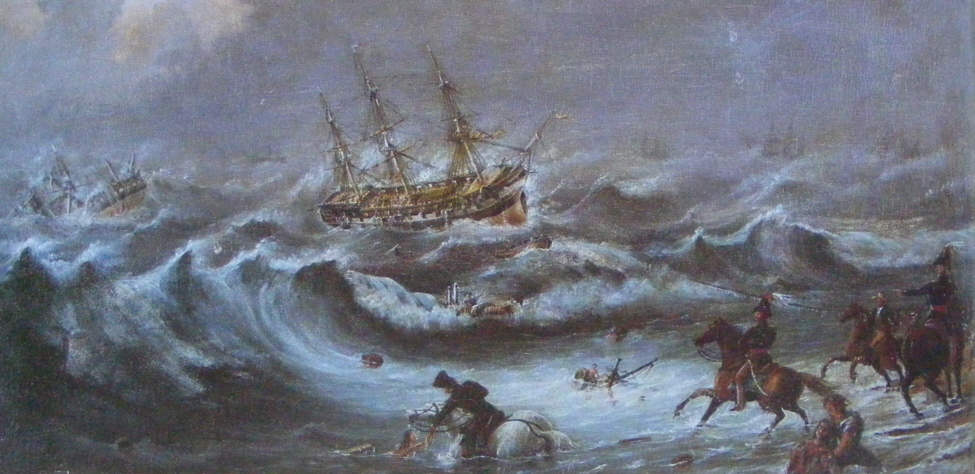
De Abercrombie Robinson en de Waterloo

De Abercrombie Robinson was een Brits schip dat op 28 augustus 1842 verging in de Tafelbaai bij Zuid-Afrika. Voordat het schip verging werden alle mensen van boord gehaald. Bij de Waterloo, die eveneens zonk, kwamen er 190 bemanningsleden en passagiers om het leven.

## Geschiedenis
In 1825 werd het zeilschip van hout gebouwd door Wigram & Green. Vanuit het Verenigd Koninkrijk werd het schip naar Zuid-Afrika gestuurd met ongeveer 700 mensen aan boord. Aan boord bevonden zich het reservebataljon van het 91ste regiment, evenals eenheden van het 27e regiment en de Cape Mounted Riflemen. Bertie Gordon was de kapitein.
In de nacht van 27 op 28 augustus lag de Abercrombie Robinson voor anker in de Tafelbaai. Vlak na middernacht ontstonden er problemen nadat de scheepsbodem in aanraking kwam met de zeebodem. Hoewel er gevaar dreigde, was de boot voorlopig veilig. Twee ankers werden aan weerszijden uitgegooid om de stabiliteit te bewaren. In de ochtend braken beide touwen door en werd het schip door de storm meegenomen. Het roer ging kapot en water kwam binnen. Het schip raakte uiteindelijk vast in het zand, met het achtersteven naar de zee toegekeerd.
Bij zonsopgang hadden mensen zich op het strand verzameld en een man zwom met een touw om zijn middel naar het schip. Hij slaagde echter niet. Daarna werd een kleine boot in de luwte van de Abercrombie Robinson neergelaten en werd een touw naar het land gebracht. Hierdoor konden boten worden ingezet om het schip te ontruimen. 
De vrouwen en kinderen werden als eerste van boord gehaald, gevolgd door de zieken. Vervolgens gingen de soldaten van boord. Een schip was inmiddels naar de Waterloo gegaan om daar te assisteren, nadat deze ook in moeilijkheden was geraakt.
Aan boord van de Abercrombie Robinson bleef het rustig. Als laatste vertrokken de officieren en de bemanningsleden van de boot. Van de 700 mensen aan boord kwam niemand om, in tegenstelling tot de Waterloo, waar 190 zouden verdrinken. Een belangrijke factor hierin kon zijn dat bij de ene boot ging om een gevangenenschip en bij de andere om een troepentransport.